# Mayres (Ardèche)

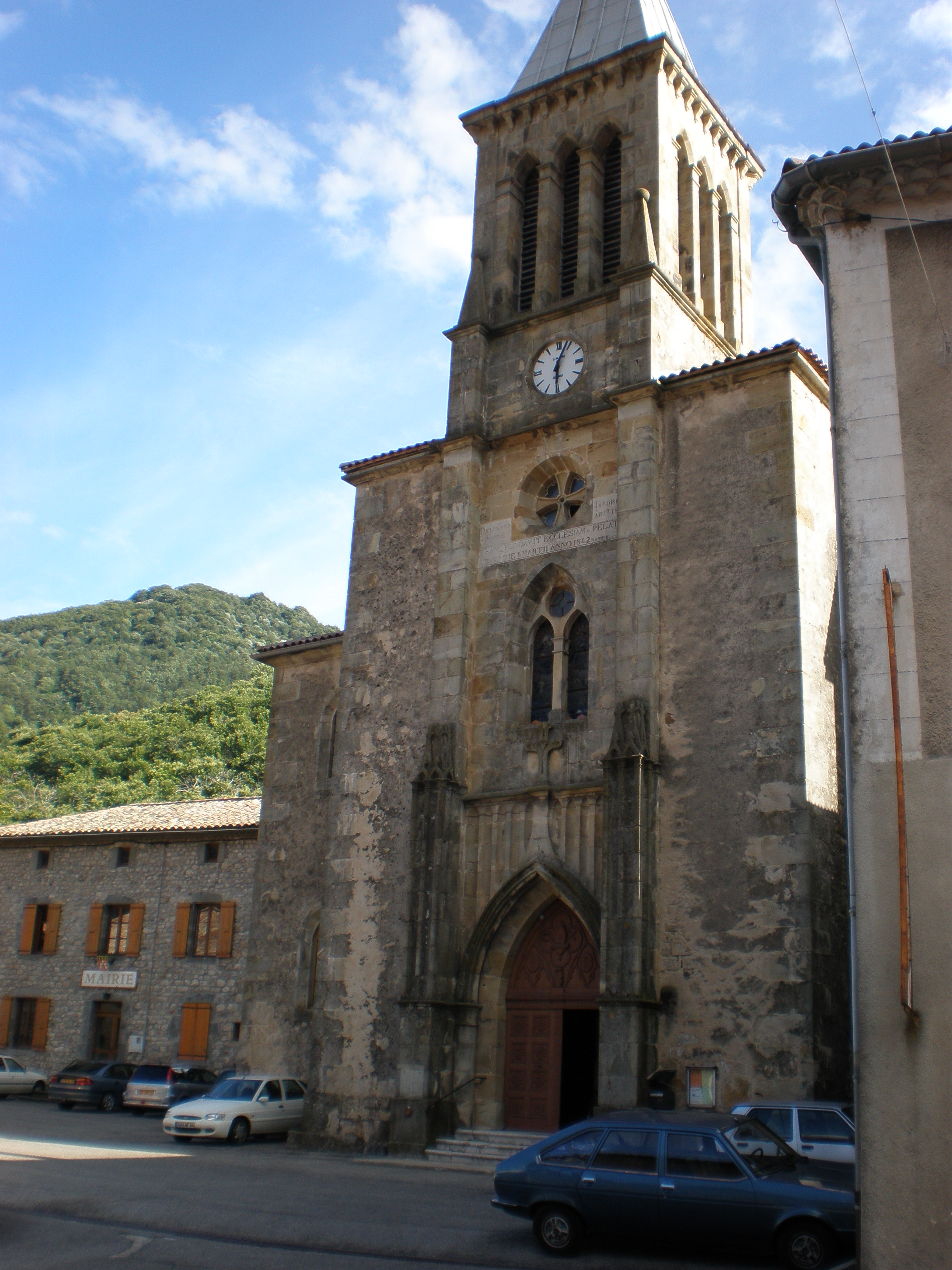
Kościół z XIX wieku (2008)

Mayres – miejscowość i gmina we Francji, w regionie Owernia-Rodan-Alpy, w departamencie Ardèche.
Według danych na rok 1990 gminę zamieszkiwały 302 osoby, a gęstość zaludnienia wynosiła 10 osób/km² (wśród 2880 gmin regionu Rodan-Alpy Mayres plasuje się na 1327. miejscu pod względem liczby ludności, natomiast pod względem powierzchni na miejscu 214.).